# 中村和基
中村 和基（なかむら かずき、1973年 - ）は、日本の建築家。LEVEL Architects主宰。埼玉県生まれ。

## 経歴
- 1998年　日本大学理工学部建築学科卒業。
- 2000年〜2004年　納谷建築設計事務所（納谷学+新）。
- 2004年〜　LEVEL Architects共同設立。

## その他
- 学生時代から建築デザイン分野で受賞歴がある。

## 主な作品
- 平塚の住宅
- 大井町の住宅